# Titusville, Pennsylvania
Titusville là một thành phố thuộc quận Crawford, tiểu bang Pennsylvania, Hoa Kỳ. Năm 2010, dân số của thành phố này là 5602 người.